# Brómolajnyomat

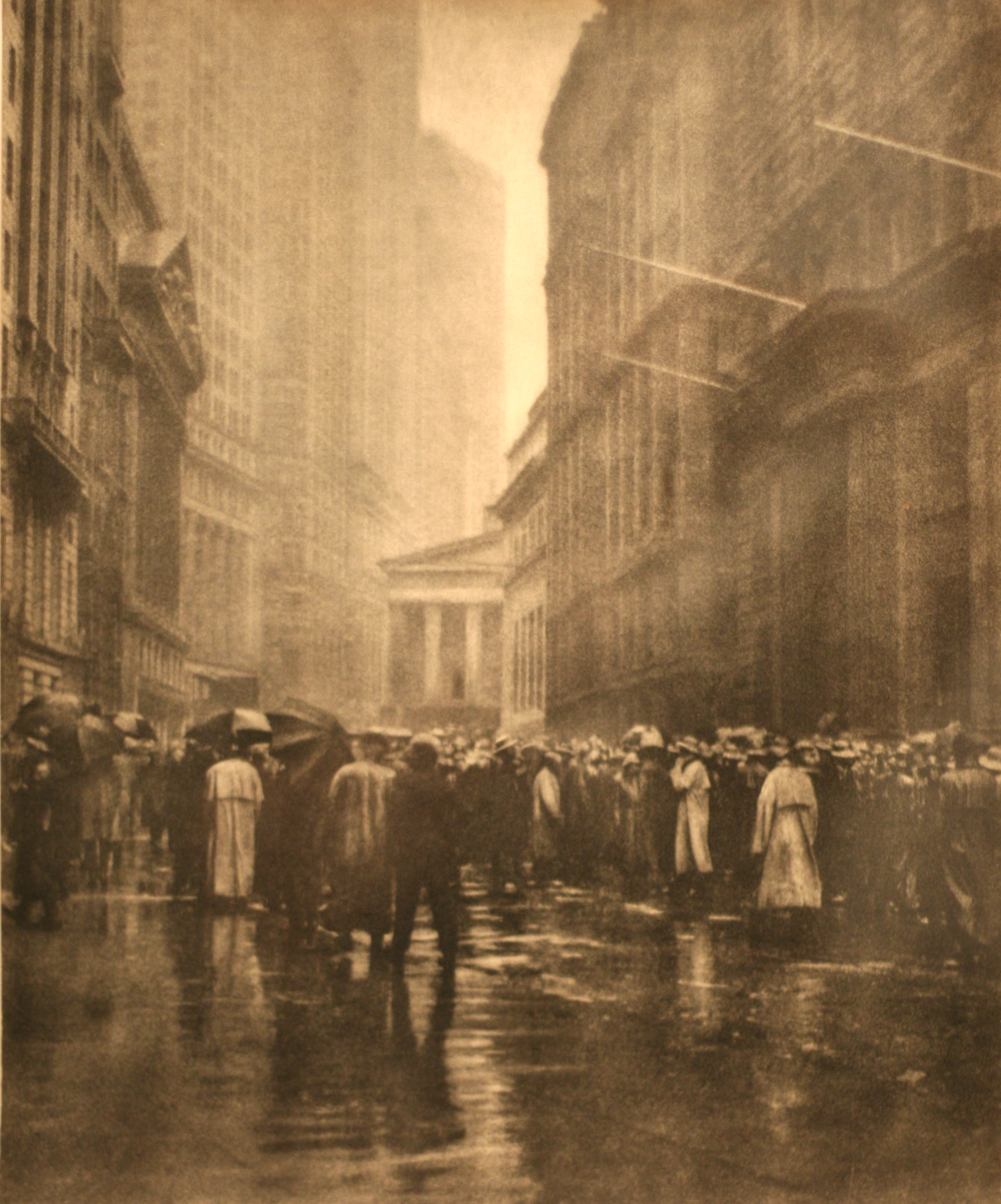
Joseph Petrocelli: The Curb Market, New York, (brómolajnyomat, 1920)

A brómolajnyomás történeti, pozitív képkészítő, cserzőhalványításos,   nemeseljárás. Charles Welborne Piper 1907-ben találta fel. A fényképészet úgynevezett festőies stíluskorszakának kedvelt technikája volt. Az olajnyomást szorította ki a gyakorlatból egyszerűbb használhatóságával, mivel ahhoz a végső kép méretével azonos negatív volt szükséges, míg a brómolajnyomáshoz tetszőleges méretű negatívról nagyítógéppel tetszőleges méretű képet lehetett készíteni. A második világháborúig több gyár is foglalkozott ezen eljárás technikai kiszolgálásával. Széles körű használata az 1940-es évek elejére végleg leáldozott. Az 1980-as évektől újra gyártottak fotópapírt hozzá, és mint alternatív fotóművészeti technika ma is használatos. Változata a brómolajátnyomás.

## Az eljárás
Hordozója speciális brómolaj nyomó papír, amely lényegében egy zselatin - brómezüst papír, képalkotó anyaga pedig festék az ezüst felett. Speciális előhívás, fixálás és mosás és szárítás után a képet cserzőhalványítóba helyezik. Hatására az ezüstkép kihalványodik s a helyén (képszerüen) megcserződik a zselatinréteg. Ezután vízbe áztatják, a zselatinréteg a cserzettségével fordított arányban képes vizet szívni magába (minél cserzettebb annál kevesebbet). Olajfestékkel festékezik, mely a víztartalmú részeken nem (vagy kevésbé), hanem csak a cserződőtt helyeken tapad meg a cserzettség mértékének arányában. 
A brómolajátnyomásnál a festéket nem az eredeti hordozóján szárítják meg, hanem megfelelő présben egy másik anyagra nyomtatják át. Vizes áztatás után a kép újra festékezhető így, nyomódúcként használva több nyomat is készülhet róla, amíg a zselatinréteg bírja a mechanikai igénybevételt. A módszer, bár bonyolult módon de alkalmas és használatos volt korai színes papírképek előállítására is. Kék, zöld és vörös színszűrőn keresztül egy-egy fényképet készítettek pánkromatikus fotóanyagra ugyanarról a témáról. E képekről egy-egy brómolajnyomatot készítettek a nekik megfelelő alapszínben: sárga színű képet a kék szűrősről, bíbor képet a zöld szűrősről és kékeszöldet a vörös szűrősről. E festékképeket megfelelő illesztéssel egymásra nyomtatták és így szerencsés esetben kialakult a színes kép. Hasonló elven készülhetett színes kép más  nemeseljárások például a pigmentnyomás, guminyomás és a carbronyomás segítségével.